# Billy Mitchell (Saxophonist)
Billy Mitchell (* 3. November 1926 in Kansas City, Missouri; † 18. April 2001 in Rockville Centre, New York; vollständig Willie Melvin Mitchell) war ein US-amerikanischer Jazz-Saxophonist.

## Leben und Wirken
Mitchell wuchs in Detroit auf. Im Alter von sechs Jahren bekam er Klavierunterricht, später kam die Klarinette und das Saxophon dazu. Seine professionelle Laufbahn begann als Siebzehnjähriger in der Band von Nat Towles. 1948 wurde er Mitglied von Lucky Millinders Band in New York City. Daneben arbeitete er mit Milt Buckner, Gil Fuller und Jimmy Lunceford und war 1949 kurze Zeit Mitglied von Woody Hermans Band.
1950 kehrte er nach Detroit zurück, wo er mit Tommy Flanagan, Thad Jones und Elvin Jones eine eigene Band gründete. 1956–1957 war er Mitglied von Dizzy Gillespies Big Band, von 1958 bis 1961 im Count Basie Orchestra. Danach leitete er bis 1964 eine Band mit Al Grey und arbeitete 1967–1968 erneut mit Count Basie. Daneben trat er 1963 und 1970 in Europa mit der Big Band von Kenny Clarke und Francy Boland auf; seit 1975 arbeitete er erneut mit Gillespie.
Seit den 1970er Jahren widmete er sich verstärkt dem Unterrichten; er wirkte beim Projekt Jazzmobile in Harlem mit und gab Seminare an der Hofstra University und der Yale University. Bis in die 1990er Jahre unternahm er Tourneen durch Europa und Japan und trat regelmäßig im Sonny’s Place, einem Restaurant in Seaford auf.
Anfang der 1940er Jahre wirkte Mitchell gelegentlich als Schauspieler, u. a. in W. C. Fields’ Film The Bank Dick. In den 1970er Jahren produzierte er den Film The Marijuana Affair, in dem die Posaunistin Melba Liston einen Auftritt hatte.

## Diskographie
- This Is Billy Mitchell Featuring Bobby Hutcherson mit Dave Burns, Clarence Anderson, Otis Finch, Bobby Hutcherson, Herman Wright, Billy Wallace, 1962
- Little Juicy, 1963
- Ragtime Recycled, 1973
- Now’s the Time mit Roland Prince, Wes Belcamp, Earl May, Ron Turso, Al Beldini, 1977
- De Lawd’s Blues mit Benny Bailey, Tommy Flanagan, Rufus Reid, Jimmy Cobb, 1980
- Colossus of Detroit mit Barry Harris, Sam Jones, Walter Bolden, 1978
- Night Flight to Dakar, 1980